# لیو پنزی
لیو پنزی (چینی:劉盆子؛ زاده ۱۰ میلادی) یک امپراتور دست نشانده دودمان هان بود که موقتاً توسط ابروقرمزها (چیمِی) پس از سرنگونی دودمان زین بر تخت نشانده شده بود.